# Иван Кавалджиев (музикант)
Иван Христов Кавалджиев е български народен музикант, записвач на народни песни, ръководител на певчески ансамбли за народна музика, диригент и композитор.
Роден е в новозагорското село Научен. През 1914 година учи цигулка в Музикалното училище в София, където негови преподаватели са Ханс Кох и Петко Наумов.
От 1916 до 1936 година работи като цигулар в оркестъра на Народната опера в София, след което се посвещава на работа в областта на българския фолклор. Ръководи малки (пет- и седем-членни) оркестри към Радио София за съпровод и изпълнение на народни песни, както и ансамблите „Росна китка“ и „Хайдушка песен“. Издирва и нотира над 3000 български народни песни, по-голямата част от които са хармонизирани и оркестрирани от него и други композитори.
През 1949 година Кавалджиев постъпва на работа в Софийската народна опера като корепетитор на танцовия състав за народни хора. Наред с композитора Филип Кутев и балетмайстора Маргарита Дикова е сред съучреджителите Държавния ансамбъл за народни песни и танци през 1951 година и е назначен за диригент на оркестъра за народни инструменти. Допринася за развитието на Държавния ансамбъл за народни песни и танци – Благоевград и за кратко го ръководи.
Освен като музикант, Кавалджиев се изявява и като композитор: през 1929 година пише операта си „Крали Марко“ по либрето от Константин Сагаев. Операта е хармонизирана и оркестрирана от Антон Краутман. Тя има потпурен характер, поради включените в нея множество мотиви от народни песни. Без да блести в драматургично отношение, операта има успех за времето си и е била често изпълнявана на сцената на Софийската опера. Дебютът ѝ е на 4 декември 1931 година под диригентството на Тодор Хаджиев, като сред изпълнителите на ролите в нея са баритонът Цветан Каролев, сопраното Мария Милкова-Золотович, алтът Диана Герганова, тенорът Георги Хинчев и други.